# بينغي مارشال
بينغي مارشال (بالإنجليزية: Benji Marshall)‏ هو لاعب دوري الرغبي نيوزيلندي، ولد في 25 فبراير 1985 في واكتاني ‏ في نيوزيلندا.

## وصلات خارجية
- بينغي مارشال على موقع ItsRugby.co.uk (الإنجليزية)